# Joseph Glæser

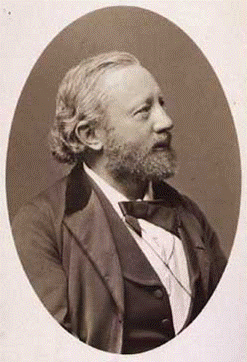
Joseph Glæser.

Joseph August Eduard Friedrich Glæser, född den 25 november 1835 i Berlin, död den 29 september 1891 i Hillerød,  var en dansk musiker, son till Franz Glæser.
Glæser blev student i Köpenhamn 1854 och musiklärare 1858 samt utnämndes 1874 till organist vid Frederiksborgs slottskyrka. Han komponerade ett stort antal melodiösa romanser, av vilka flera blev allmänt omtyckta, fyrstämmiga sånger för mansröster, musiken till Erik Bøghs vådevill "Alle mulige roller" och (1860) till Bournonvilles balett "Fjernt fra Danmark", pianostycken med mera.